# Uso marginal
Según la escuela austríaca de economía, el uso marginal de un bien o servicio es el uso específico al que un agente pondría un aumento dado o el uso específico de un bien o servicio que sería abandonado en respuesta a una disminución dada. La utilidad de la utilidad marginal, por tanto, corresponde a la utilidad marginal del bien o servicio.
En el supuesto de que un agente es económicamente racional, cada aumento hará que lo emplee en el uso específico de mayor prioridad; mientras que cada disminución resultará en el abandono del uso de prioridad menor entre los usos a los que el bien o servicio había sido puesto. En ausencia de una complementariedad entre los usos, se aplicará la "ley" de la utilidad marginal decreciente.
La escuela austríaca de economía explícitamente llega a su concepción de utilidad marginal como la utilidad del uso marginal y "Grenznutzen" (el término del que proviene la "utilidad marginal" fue originalmente derivado en la traducción) literalmente significa «uso límite»; otras escuelas de pensamiento económico usualmente no plantean una conexión explícita.